# Predator: Flesh and Blood
Predator: Flesh and Blood es una novela de ciencia ficción, acción y terror, escrita por los escritores estadounidenses Michael Jan Friedman y Robert Greenberger y publicada por DH Press, de Dark Horse, en el año 2007. La novela está ambientada en el universo de las películas de Depredador.

## Sinopsis
La novela está ambientada en el futuro y toma la exploración espacial como eje principal. La historia sigue a Andar Ciejek, un joven que regresa al planeta minero Felicity tras la muerte de su abuelo, para llevar a cabo la lectura de su testamento. La familia Ciejek es corrupta y despiadada, razón por la cual Andar los abandonó en primer lugar. Derek Ciejek, primo de Andar, intentará quedarse con la parte de la herencia que le corresponde, y para ello hará uso de artimañas y violencia, y es en esta riña familiar que los Hish tendrán una participación involuntaria al ser engañados por Derek utilizando una transmisión que aparenta ser de una de sus naves exploradoras, para alertarlos de una zona de caza en Felicity.